# Erebia nilas
Erebia nilas är en fjärilsart som beskrevs av Hans Fruhstorfer 1917. Erebia nilas ingår i släktet Erebia och familjen praktfjärilar. Inga underarter finns listade i Catalogue of Life.